# Рјузо Хираки
Рјузо Хираки (јап. 平木 隆三; 7. октобар 1931 — 2. јануар 2009) био је јапански фудбалер.

## Каријера
Током каријере је играо за Yuasa Batteries и Фурукава.

## Репрезентација
За репрезентацију Јапана дебитовао је 1954. године. Учествовао је и на олимпијским играма 1956. и олимпијским играма 1964. За тај тим је одиграо 30 утакмица и постигао 1 гол.

## Статистика
| Јапан  | Јапан   | Јапан  |
| Година | Наступи | Голови |
| ------ | ------- | ------ |
| 1954.  | 3       | 0      |
| 1955.  | 4       | 0      |
| 1956.  | 3       | 0      |
| 1957.  | 0       | 0      |
| 1958.  | 4       | 0      |
| 1959.  | 10      | 1      |
| 1960.  | 1       | 0      |
| 1961.  | 2       | 0      |
| 1962.  | 3       | 0      |
| Укупно | 30      | 1      |